# Liste des épisodes de Ah! My Goddess
 (avril 2025).
Motif : Article à priori non admissible. Sujet principal admissible. Article type BDD. Suggestion : fusion des données dans l'article principal parent
- Archive Wikiwix
- Bing
- Cairn
- DuckDuckGo
- E. Universalis
- Gallica
- Google
- G. Books
- G. News
- G. Scholar
- Persée
- Qwant
- (zh) Baidu
- (ru) Yandex
- (wd) trouver des œuvres sur Wikidata

| 1. | Préciser le motif de la pose du bandeau. | Précisez le motif de la pose du bandeau en utilisant la syntaxe suivante : {{admissibilité à vérifier\|date=avril 2025\|motif=remplacez ce texte par le motif}}                                           |
| 2. | Informer les utilisateurs concernés.     | Pensez à avertir le créateur de l'article, par exemple, en insérant le code ci-dessous sur sa page de discussion : {{subst:avertissement admissibilité à vérifier\|Liste des épisodes de Ah! My Goddess}} |

Cette page liste les épisodes des différentes adaptations en version anime du manga Ah! My Goddess.

## Ah! My Goddess(OAV)
| No | Titre français                      | Titre japonais | Titre japonais                | Date de sortie    |
| No | Titre français                      | Kanji          | Rōmaji                        | Date de sortie    |
| --- | ----------------------------------- | -------------- | ----------------------------- | ----------------- |
| 1 | Clair de lune et fleurs de cerisier |                | MOONLIGHT AND CHERRY BLOSSOMS | 21 février 1993   |
| Un soir printanier Keīchi Morisato, jeune étudiant en galère à l'université de Nekomi, garde seul la pension de garçons où il vit pour ses aînés du club automobile. À la suite d'un mauvais numéro, il contacte le Bureau d'Assistance Divine et une déesse nommée Belldandy apparaît alors derrière lui depuis un miroir. Elle explique à Keīchi qu'elle peut lui exaucer n'importe quel vœu, mais un seul. Keīchi croyant à une blague de ses aînés, souhaite alors que Belldandy reste auprès de lui pour toujours : le souhait lui est accordé, à sa grande surprise... |                                     |                |                               |                   |
| 2 | Le songe d'une nuit d'été           |                | MIDSUMMER NIGHT'S DREAM       | 21 mai 1993       |
| Keīchi emmène Belldandy en bord de mer durant les vacances d'été et souhaite se rapprocher davantage d'elle durant ce séjour. Mais constatant sa timidité et son manque d'audace, une autre déesse qui est aussi inattendue qu'incontrôlable, Urd, va s'en mêler... |                                     |                |                               |                   |
| 3 | Les "cœurs brûlés" en piste         |                | BURNING HEARTS ON THE ROAD    | 21 septembre 1993 |
| Tandis que Keīchi se prépare à participer à une compétition motorisée avec le club automobile sans en connaître les réels enjeux, Skuld, la sœur cadette d'Urd et Belldandy qui idolâtre cette dernière et se languissait d'elle dans le Monde Céleste, apparaît à son tour : elle montre beaucoup de caractère ainsi qu'une hostilité marquée envers Keīchi pour l'attention et les sentiments qu'il suscite à son aînée... |                                     |                |                               |                   |
| 4 | La promesse éternelle               |                | EVER GREEN HOLYNIGHT          | 28 décembre 1993  |
| Une nuit, Keīchi se réveille d'un mauvais rêve et prend pleinement conscience de l'importance qu'a Belldandy dans sa vie, craignant l'idée qu'elle puisse un jour repartir dans le Monde Céleste. Au lendemain, des dysfonctionnements avec le système divin se manifestent subitement et se multiplient : climat hivernal dans l'enceinte du temple, apparition de bogues... Les problèmes semblent liés au vœu qui unit le jeune homme et sa déesse, leur proximité physique même provoquant des catastrophes... |                                     |                |                               |                   |
| 5 | Pour l’amour d’une déesse           |                | FOR THE LOVE OF GODDESS       | 17 mai 1994       |
| Les problèmes accumulés compromettent l'union de Keīchi et Belldandy : afin de ramener à la normale cette situation que le système divin échoue à régler, sur ordre incontournable de Dieu lui-même elle a reçu un délai au bout duquel elle devrait retourner dans le Monde Céleste pour un temps indéterminé. Forcée malgré elle à se tenir à l'écart de Keīchi pour éviter d'empirer les choses, Belldandy semble en savoir davantage qu'eux sur la situation, mais se refuse pourtant à en parler pour une raison inconnue. Urd et Skuld tentent de trouver de leur côté une solution alternative et Keīchi, impuissant en la circonstance, consacre le peu de temps qu'il leur reste à tenter de tenir auprès de sa bien-aimée une vieille promesse oubliée... |                                     |                |                               |                   |

## Les Aventures des Mini-Déesses
| No | Titre français                                      | Titre japonais                         | Titre japonais                                                                                       | Date de 1re diffusion |
| No | Titre français                                      | Kanji                                  | Rōmaji                                                                                               | Date de 1re diffusion |
| -- | --------------------------------------------------- | -------------------------------------- | --- | --------------------- |
| 1  | Lisons donc ton avenir !                            | 占いしようよ                           | Uranai shiyou yo!                                                                                    | 6 avril 1998          |
| 2  | Le trésor dans le grenier (1)                       | 屋根裏の秘宝(前編)                     | Yaneura no Hihō (Zenpen)                                                                             | 13 avril 1998         |
| 3  | Le trésor dans le grenier (2)                       | 屋根裏の秘宝(後編)                     | Yaneura no Hihō (Kōhen)                                                                              | 20 avril 1998         |
| 4  | Allez, parcourons le ciel !                         | 空を飛ぼうよ                           | Sora wo Tobou yo                                                                                     | 27 avril 1998         |
| 5  | Traversons l'espace !                               | 宇宙を飛ぼうよ                         | Uchū wo Tobou yo                                                                                     | 11 mai 1998           |
| 6  | En piste pour le régime !                           | スリムでGO!                            | Surimu de Gō!                                                                                        | 18 mai 1998           |
| 7  | Moizilla, le monstre géant (1)                      | 大怪獣ガビラ 誕生編                    | Daikaijū Gabira Tanjōhen                                                                             | 25 mai 1998           |
| 8  | Moizilla, le monstre géant (2)                      | 大怪獣ガビラ決戦編                     | Daikaijū Gabira Kessenhen                                                                            | 1er juin 1998         |
| 9  | Le mystère de la boîte de conserve                  | ~誰がために鐘は鳴る~缶詰の謎...?       | ~Dare ga Tane ni Kane wa Naru ~ Kanzume no Nazo...?                                                  | 8 juin 1998           |
| 10 | Le secret du diamant                                | ダイヤの秘密~誰がために鐘は鳴る~       | Daiya no Himitsu ~ Dare ga Tane ni Kane wa Naru ~                                                    | 15 juin 1998          |
| 11 | Moizilla, Le monstre géant (3)                      | ~誰がために鐘は鳴る~大怪獣ガビラ逆襲編 | ~ Dare ga Tane ni Kane ha Naru ~ Daikaijū Gabira Gyakushūhen                                         | 22 juin 1998          |
| 12 | Jouons au baseball !                                | 野球やろうぜ!                          | Yakyū yarouze!                                                                                       | 29 juin 1998          |
| 13 | Le journal d'Urd, baby-sitter                       | ウルドの子守日記                       | Urudo no Komori Nikki                                                                                | 6 juillet 1998        |
| 14 | C'est le stratagème de demande en mariage, da !     | プロポーズ大作戦ですだ!                | Puropozu daisakusen desu da!                                                                         | 13 juillet 1998       |
| 15 | Bienvenue les jeunes mariés, da !                   | 新婚さんいらっしゃい!!ですだ!          | Shinkon-san Irasshai!! desu da!                                                                      | 20 juillet 1998       |
| 16 | Ah! my goddess ! appelle-moi, darling               | *電話してダーリン*                     | * Denwa shite Dārin *                                                                                | 27 juillet 1998       |
| 17 | SOS dans la neige (1)                               | 大雪原SOS(前編)                        | Daisetsugen Esuōesu (Zenpen)                                                                         | 3 août 1998           |
| 18 | SOS dans la neige (2)                               | 大雪原SOS(後編)                        | Daisetsugen Esuōesu (Kōhen)                                                                          | 10 août 1998          |
| 19 | Combat de boxe dans la cuisine                      | キッチンファイター                     | Kicchin Faitā                                                                                        | 24 août 1998          |
| 20 | Le fabuleux destin de Gan-chan                      | 岩ちゃんの華麗なる日々                 | Gan-chan no Karei naru Hibi                                                                          | 31 août 1998          |
| 21 | Ah! my bouddha !                                    | ああっ!仏さま!                         | Aa! Hotoke-sama!                                                                                     | 7 septembre 1998      |
| 22 | L'amour dévorant de Gan-chan                        | 岩ちゃんの華麗なる日々                 | Gan-chan no Karei naru Hibi                                                                          | 14 septembre 1998     |
| 23 | Vive le rock'n roll ! - Face A                      | バンドやろうぜ!A 表                    | Bando yarouze! Ei Omote                                                                              | 21 septembre 1998     |
| 24 | Vive le rock'n roll ! - Face B                      | バンドやろうぜ!B 表                    | Bando yarouze! Bī Omote                                                                              | 28 septembre 1998     |
| 25 | Le rat fatal - Gan-chan Menacé                      | Chu-Hard - 岩ちゃん絶体絶命            | Chū Hādo - Gan-chan Zettaizetsumei                                                                   | 5 octobre 1998        |
| 26 | Le rat fatal 2 - L'arrivée du démon                 | Chu-Hard 2 - 魔王降臨                  | Chū Hādo Tsū - Maō Kōrin                                                                             | 12 octobre 1998       |
| 27 | Avec Urd, pon !                                     | ウルドでポン!                          | Urudo de pon!                                                                                        | 19 octobre 1998       |
| 28 | Jour de pluie                                       | レイニーデイ                           | Reinī Dei                                                                                            | 26 octobre 1998       |
| 29 | Rencontrons-nous en rêve                            | 地球最後の決戦 / 夢で逢いましょう      | Chikyū Saigo no Kessen / Yume de Aimashō                                                             | 2 novembre 1998       |
| 30 | Le célèbre détective Skuld, dossier numéro 1        | 名探偵スクルドの事件簿 1               | Meitantei Sukurudo no Jikenbo Wan - Numareta Mitsu no Hihō no Nazo Yukemori Kakusareta Kikenna Wana! | 9 novembre 1998       |
| 31 | L'épée de la Goddess                                | 女神愛の劇場 - 女神の剣Goddess         | Megami Ai no Gekijō - Megami no Ken Goddesu                                                          | 16 novembre 1998      |
| 32 | Temple tous risques - section d'intervention rapide | こちら他力本願寺                       | Kochira tariki Hongan Tera Uchi Sugu yaru ka                                                         | 30 novembre 1998      |
| 33 | Carnet de pêche perchée                             | 釣りバス日誌                           | Tsuri Basu Nisshi                                                                                    | 7 décembre 1998       |
| 34 | À moi, des serviteurs !                             | 我にしもべを                           | Ware ni Shimobe wo                                                                                   | 14 décembre 1998      |
| 35 | La loi des ninjas (1)                               | 忍びの掟 上の巻                        | Shinobi no okite Ue no Kan                                                                           | 21 décembre 1998      |
| 36 | La loi des ninjas (2)                               | 忍びの掟 下の巻                        | Shinobi no Okite Shita no Kan                                                                        | 4 janvier 1999        |
| 37 | Urd contre Urd                                      | ウルド対ウルド                         | Urudo tai Urudo                                                                                      | 11 janvier 1999       |
| 38 | Gan-chan candidat aux élections (1)                 | 岩ちゃん選挙に立つ 立志編              | Gan-chan Senkyo ni Tatsu Risshi Hen                                                                  | 18 janvier 1999       |
| 39 | Gan-chan candidat aux élections (2)                 | 岩ちゃん選挙に立つ 風雲編              | Gan-chan Senkyo ni Tatsu Fūn Hen                                                                     | 25 janvier 1999       |
| 40 | Le furieux régime d'Urd                             | ウルド究極ダイエット                   | Urudo Kyūkyoku Daietto                                                                               | 1er février 1999      |
| 41 | Joyeux anniversaire Gan-chan !                      | ハッピーバースデイ岩ちゃん             | Happī Bāsudei Gan-chan!                                                                              | 8 février 1999        |
| 42 | Ah! mon banal étudiant !                            | ああ!平凡な大学生!                     | Aa! Heibon na Daigakusei!                                                                            | 15 février 1999       |
| 43 | Ce genre de chose arrive                            | こんなこともあるんだね                 | Konna koto mo Arun da ne                                                                             | 22 février 1999       |
| 44 | Gan-chan la locomotive                              | 機関車岩ちゃん                         | Kikansha Gan-chan                                                                                    | 1er mars 1999         |
| 45 | Le pot de miso                                      | 味噌の壺                               | Miso no Tsubo                                                                                        | 8 mars 1999           |
| 46 | Le jeu de la vie - Edition prestige                 | DX人生すごろく                         | Derakkusu Jinsei Sugoroku                                                                            | 15 mars 1999          |
| 47 | Crac-Crac Memorial                                  | めきめきメモリアル                     | Mekimeki Memoriaru                                                                                   | 22 mars 1999          |
| 48 | Que se passera-t-il ensuite ?                       | これからどうなるの?                    | Korekara dounaru no?                                                                                 | 29 mars 1999          |

## Ah! My Goddess, le film
| No | Titre français          | Titre japonais             | Titre japonais             | Date de sortie  |
| No | Titre français          | Kanji                      | Rōmaji                     | Date de sortie  |
| --- | ----------------------- | -------------------------- | -------------------------- | --------------- |
| | Ah! My Goddess, le film | 劇場版「ああっ女神さまっ」 | Gekijouban Aa! Megamisama! | 21 octobre 2000 |
| Une créature féérique inconnue libère de sa prison lunaire un individu emprisonné sous la forme minuscule d'un masque. Trois années après l'arrivée de Belldandy et de ses sœurs dans la vie de Keīchi Morisato, l'Humain et sa déesse filent le parfait amour et forment un tandem automobile de choc au sein du club universitaire. Cependant, une nouvelle recrue du club au regard perçant, Morgan, va apparaître et chambouler leur idylle, tandis qu'une vieille connaissance disparue de Belldandy poursuit un but qui met en jeu le sort du monde des Humains... |                         |                            |                            |                 |

## Ah! My Goddess(série animée)

### Saison 1(Ah! My GoddessTV)
| No | Titre français                                                          | Titre japonais                     | Titre japonais                              | Date de 1re diffusion |
| No | Titre français                                                          | Kanji                              | Rōmaji                                      | Date de 1re diffusion |
| --- | ----------------------------------------------------------------------- | ---------------------------------- | ------------------------------------------- | --------------------- |
| 1×01 | Tu es une déesse ?                                                      | キミは女神さまっ？                 | Kimi wa Megami-sama?                        | 6 janvier 2005        |
| [Hors manga + Chapitre 1] Keīchi Morisato, jeune universitaire de l'Institut Technologique de Nekomi malchanceux et sans grand succès dans sa vie, compose par hasard un mauvais numéro à la pension pour garçons où il réside : il reçoit en conséquence une visite totalement improbable qui va bouleverser son quotidien. |                                                                         |                                    |                                             |                       |
| 1×02 | Ah, les Croyants seront sauvés ?                                        | ああっ信じる者は救われるっ？       | Aa! Shinjiru Mono wa Tsuwareru              | 13 janvier 2005       |
| [Chapitre 1] Keīchi, qui par la Force d'Imposition a été expulsé par ses senpai et les autres locataires de la pension à cause d'un malentendu, ne retrouve pas d'endroit où habiter. Il est temporairement recueilli avec la déesse Belldandy par un étrange bonze zen au sein du temple qu'il garde, Tariki Hongan. |                                                                         |                                    |                                             |                       |
| 1×03 | Ah! Déesse expérience et doux foyer.                                    | ああっ修行と我が家と女神さまっ     | Aa! Shūgyō to Wagake to Megami-sama!        | 20 janvier 2005       |
| [Hors manga - Chapitre 3] |                                                                         |                                    |                                             |                       |
| 1×04 | Ah! La Reine et la Déesse.                                              | ああっ女王さまと女神さまっ         | Aa! Joō-sama to Megami-sama!                | 27 janvier 2005       |
| [Chapitres 4 et 5] |                                                                         |                                    |                                             |                       |
| 1×05 | Ah! Seuls sous le même toit.                                            | ああっひとつ屋根の下でっ           | Aa! Hitotsu Yane no Shita de!               | 3 février 2005        |
| [Chapitre 7] |                                                                         |                                    |                                             |                       |
| 1×06 | Ah! Le bonheur est dans la trouvaille.                                  | ああっ掘り出しものに恵アリっ？     | Aa! Hori Dashi Mono ni Megumi Ari?          | 10 février 2005       |
| [Chapitres 8 et 9] Tandis qu'il est fauché pour le restant du mois, la sœur cadette de Keīchi, Megumi, débarque de province pour entrer à l'université et trouver un appartement. En attendant, elle s'installe temporairement au temple avec Belldandy et lui. |                                                                         |                                    |                                             |                       |
| 1×07 | Ah! Un lieu plein de romantisme.                                        | ああっ想い伝える場所っ             | Aa! Omoi tsutaeru bashō!                    | 17 février 2005       |
| 1×08 | Ah! Test amoureux, trente points à rattraper.                           | ああっ偏差値３０からの恋愛受験っ   | Aa! Hensatsuchi Sanjū kara no Renai Juken!  | 24 février 2005       |
| 1×09 | Ah! Le secret de la Reine et de la Déesse.                              | ああっ女王さまと女神のヒミツっ     | Aa! Joō-sama to Megami no Himitsu!          | 3 mars 2005           |
| 1×10 | Ah! Le club auto peut-il gagner ?                                       | ああっ自動車部は勝てますかっ？     | Aa! Jidōshabu wa Katemasuka?                | 10 mars 2005          |
| Aoshima conçoit un nouveau stratagème afin de ravir Belldandy à Keīchi : détruire le club automobile en fondant un club concurrent avec ses ressources. Le jour de rencontre des clubs avec les nouveaux membres, il se sert de la bêtise de Tamiya et Ōtaki pour impliquer Belldandy dans un pari mettant en jeu l'avenir du club à une compétition de rallye automobile. |                                                                         |                                    |                                             |                       |
| 1×11 | Ah, un démon venu semer la terreur.                                     | ああっ悪魔が来たりて災いを成すっ   | Aa! Akuma ga Kitarite Wazawai wo Nasu!      | 17 mars 2005          |
| Un démon apparaît à Keīchi dans un cauchemar. Le jour suivant, une ancienne connaissance de la sororité divine, Marller, réapparaît dans le monde des Humains avec comme objectif de leur nuire : comprenant vite ce qu'il représente pour Belldandy, elle s'en prend directement à Keīchi. |                                                                         |                                    |                                             |                       |
| 1×12 | Ah! Match entre la reine et la déesse.                                  | ああっ女神と女王を天秤にかけてっ？ | Aa! Megami to Joō wo Tenbin ni Kakete?      | 24 mars 2005          |
| Spécial (récapitulatif) | Récapitulatif / Ah! An Exchange Diary with the Goddess? (Recap Episode) | ああっ女神さまっとの交換日記っ?    | Aa! Megami to Kōkan Nikki?                  | 31 mars 2005          |
| Les événements essentiels antérieurs de la saison sont résumés, et à nouveau vécus au travers de séquences tirées des précédents épisodes. |                                                                         |                                    |                                             |                       |
| 1×13 | Ah! On se dispute ma sœur.                                              | ああっお姉さまっは誰のモノっ？     | Aa! Onee-sama wa Dare no Mono?              | 7 avril 2005          |
| 1×14 | Ah! Guerre ouverte et éducation.                                        | ああっ対決という名の教育実習っ？   | Aa! Taiketsu To I U Na No Kyōiku Jisshū!    | 14 avril 2005         |
| Se sentant délaissée par sa sœur qui se rend tous les jours à l'université avec Keīchi, Skuld souhaite démonter le side-car de ce dernier mais, emballée par l'activité, oublie son but initial et le remonte comme une moto trafiquée à sa manière. Megumi, la sœur de Keīchi en visite et qu'elle rencontre pour la première fois, se la met à dos en faisant d'un coup d’œil une expertise mécanique négative, mais juste, de ses modifications, vexant Skuld qui la perçoit comme une rivale pour ses aptitudes techniques : par l'intervention de leurs aînés, il est décidé de régler la situation dans un duel de robots téléguidés entre les deux cadettes, évènement qui prend de l'ampleur sur le campus de l'université. |                                                                         |                                    |                                             |                       |
| 1×15 | Ah! La déesse m'a volé mon cœur.                                        | ああっ女神に心奪われてっ           | Aa! Megumi ni Kokoro Ubawarete!             | 21 avril 2005         |
| 1×16 | Ah! Tige de thé et bon augure.                                          | ああっ災い来たりて茶柱立つっ？     | Aa! Wazawai Kitari te Chabashira Tsu?       | 28 avril 2005         |
| Marller frappe à nouveau dans le quotidien des déesses : possédant le corps de Megumi Morisato, elle appelle en renfort un démon d'élite des plus insolites, qui prend son frère pour cible à sa demande. |                                                                         |                                    |                                             |                       |
| 1×17 | Ah! Le travail et le talent.                                            | ああっ才能と努力って何ですかっ？   | Aa! Sainō to Doryoku Te, Nan Desu Ka?       | 5 mai 2005            |
| Sora Hasegawa est inscrite contre son avis par Tamiya et Ōtaki pour représenter le club à une compétition de karting féminin. Elle qui n'a pas confiance en son potentiel, aussi loin qu'elle s'en souvienne a toujours fui la difficulté et cherché des excuses pour s'esquiver. Elle va toutefois devoir s'entraîner au temple, avec l'aide de Keīchi et des déesses. |                                                                         |                                    |                                             |                       |
| 1×18 | Ah! Belle déclaration au clair de lune.                                 | ああっ運命の告白は月の下でっ?      | Aa! Unmei no Kokuhaku wa Tsuki no Shita de? | 12 mai 2005           |
| [Chapitre 50] D'après les prédications rapportées par Urd, Keīchi va en séjour à la mer avec les déesses afin d'accomplir une superstition qui le lierait pour toujours avec Belldandy. Cependant, Skuld va tout faire pour l'empêcher d'en profiter avec sa sœur et mettre des bâtons dans les roues du jeune homme. |                                                                         |                                    |                                             |                       |
| 1×19 | Ah! Tu me dévores des yeux ?                                            | ああっそんな瞳でみつめないでっ？   | Aa! Sonna Hitomi de Mitsumenaide?           | 19 mai 2005           |
| 1×20 | Ah! Sauve-la, si tu es un homme.                                        | ああっ女神を救えっオトコならっ？   | Aa! Megami wo Sukue! Otoko Nara!?           | 26 mai 2005           |
| 1×21 | Ah! Les anges aux ailes blanches.                                       | ああっ憧れは白い翼の天使っ         | Aa! Akogare wa Shiroi Tsubasa no Tenshi!    | 2 juin 2005           |
| 1×22 | Ah! La jarre du démon                                                   | ああっ悪魔のささやきは壺と共にっ？ | Aa! Akuma no Sasayaki wa Tsubo to Tomo ni?  | 16 juin 2005          |
| Marller se sert d'Urd et d'une jarre démonique légendaire pour déclencher un plan aux conséquences apocalyptiques, en ramenant sur Terre un très ancien démon. |                                                                         |                                    |                                             |                       |
| 1×23 | Ah! Le son de la flûte salvatrice.                                      | ああっ救世主は笛の音と共にっ？     | Aa! Kyūseishu wa Fue no Oto to Tomo Ni?     | 23 juin 2005          |
| Le plan du Grand Roi de la Terreur concernant la Terre suit son cours : seul un artéfact, une flûte divine, semblerait être en mesure de l'arrêter. |                                                                         |                                    |                                             |                       |
| 1×24 | Ah! Je serai toujours à tes côtés.                                      | ああっいつもキミと共にっ？         | Aa! Itsumo Kimi to Tomo ni?                 | 7 juillet 2005        |
| Belldandy, qui pour sauver sa sœur et Keīchi a dû briser les lois fondamentales en libérant pleinement sa puissance, se retrouve cependant impuissante face à un terrible dilemme. |                                                                         |                                    |                                             |                       |
| 1×25 (spécial) | Ah! Urd vit une amourette.                                              | ああっウルドの小さな恋物語っ       | Aa? Urudo no Chiisana Koi Monogata?         | 23 décembre 2005      |
| [Hors manga + Chapitre 42] L'histoire se centre sur Urd. Urd, qui à cause d'une carence en énergie régresse à une forme enfantine (pour son plus grand malheur), fait la rencontre imprévue d'un jeune garçon qui tombe sous son charme. Elle finit par profiter en sa compagnie du temps qui lui est imparti dans la peau d'une enfant. |                                                                         |                                    |                                             |                       |
| 1×26 (spécial) | Ah! Dans la peau d'une adulte.                                          | ああっドキドキは大人の味っ？       | Aa! Doki Doki wa Otona no Aji?              | 23 décembre 2005      |
| [Hors manga + Chapitres 41 et 51] L'histoire se centre sur Skuld. Skuld, qui à cause d'une carence en énergie mue en une forme adolescente avancée (pour son plus grand plaisir), compte bien profiter du temps qui lui est imparti pour expérimenter la vie d'une jeune fille... en sortant avec Keīchi, le temps d'un rendez-vous. |                                                                         |                                    |                                             |                       |

Il y a un « 27e épisode » de cette saison, qui est en fait un épisode récapitulatif où Keīchi se remémore avec Belldandy tout ce qui lui est arrivé depuis leur rencontre.

### Saison 2(Ah! My Goddess: Sous les Ailes des Anges)
| No | Titre français                                                | Titre japonais                   | Titre japonais                           | Date de 1re diffusion |
| No | Titre français                                                | Kanji                            | Rōmaji                                   | Date de 1re diffusion |
| --- | ------------------------------------------------------------- | -------------------------------- | ---------------------------------------- | --------------------- |
| 2×01 | Ah! Un souhait, encore une fois !                             | ああっ願いよ もう一度っ          | Aa! Negai yo, mō ichido!                 | 6 avril 2006          |
| Keīchi Morisato reçoit un appel personnel du Tout-Puissant, le père de la sororité divine : il lui informe que, comme les dégâts causés à Yggdrasil par le Grand Roi de la Terreur ont effacé le vœu qui le liait à Belldandy, il prévoit de rappeler sa fille dans le Monde Céleste et lui recommande de se préparer à la séparation. |                                                               |                                  |                                          |                       |
| 2×02 | Ah! La soucieuse reine de la vengeance                        | ああっ悩める復讐の女王さまっ     | Aa! Nayameru fukushuu no Joou-sama?      | 13 avril 2006         |
| 2×03 | Ah! Je t'offre ce sentiment en cette veille de Noël           | ああっ聖夜に捧げるこの想いっ！   | Aa! Seiya ni sasageru kono omoi!         | 20 avril 2006         |
| 2×04 | Ah! Je veux que le monde soit rempli de bonheur!              | ああっ世界を幸で満たしたいっ     | Aa! Sekai o kō de mitashitai?            | 27 avril 2006         |
| 2×05 | Ah! La longueur d'onde qui captive l'amour!                   | ああっ惹かれあう恋の波長っ       | Aa! Hikareau koi no hachō?               | 4 mai 2006            |
| 2×06 | Ah! C'est ça la jalousie!?                                    | ああっそれって嫉妬っ!?           | Aa! Sorette shitto!?                     | 11 mai 2006           |
| [Chapitre 57] Une condisciple mignonne de Keīchi semble lui manifester de l'intérêt au travers d'une lettre déposée dans son casier. Alors qu'elle s'impose dans leur vie, Belldandy expérimente une émotion qu'elle ne pensait pas pouvoir ressentir et qui déchaîne involontairement ses pouvoirs. |                                                               |                                  |                                          |                       |
| 2×07 | Ah! Je vais réaliser votre souhait!                           | ああっ貴方の望み叶えますわっ     | Aa! Anata no nozomi kanaemasu wa!        | 18 mai 2006           |
| [Chapitre 66] En voulant joindre sa sœur, Keīchi compose à nouveau un mauvais numéro et contacte accidentellement le système divin : une nouvelle déesse et connaissance de Belldandy apparaît et, malgré la méprise, va tout faire pour réaliser un vœu du jeune homme, quitte à le harceler. |                                                               |                                  |                                          |                       |
| 2×08 | Ah! Je veux être à ton secours!                               | ああっあなたの役に立ちたくてっ   | Aa! Anata no yaku ni tachitakute!        | 25 mai 2006           |
| [Hors manga + Chapitres 67 et 68] La réalisation du vœu de Keīchi tourne en compétition d'orgueil entre déesses dont il fait les frais. Comprenant ce qui lie aussi fort le jeune homme à Belldandy, Peorth va essayer de le lui « ravir » en lui faisant ingérer une graine d'amour : son plan va toutefois dégénérer. |                                                               |                                  |                                          |                       |
| 2×09 | Ah! Un rendez-vous pour la déesse gagnante!                   | ああっ女神はデートで勝負っ       | Aa! Megami wa deeto de shōbu!            | 1er juin 2006         |
| [Hors manga + Chapitres 69 et 71] Peorth s’intéressant aux coutumes terriennes concernant l'amour, mais y voyant également une opportunité pour sa mission, Keīchi se retrouve à devoir sortir en rendez-vous galant avec elle. À la surprise de celle-ci, il la rejoint en compagnie des sœurs, ce qui la contrarie. Au bout du compte, Keīchi devient sans son avis (et à ses propres dépens) la récompense d'un défi improvisé entre les déesses. Peorth, qui a du ressentiment de longue date envers Belldandy et la traite depuis son arrivée comme une rivale, est motivée à la battre et « gagner » Keīchi. |                                                               |                                  |                                          |                       |
| 2×10 | Ah! Ce mot que je ne peux pas dire!                           | ああっそのひとことが言えなくてっ | Aa! Sono hitokoto ga ienakute!           | 8 juin 2006           |
| [Chapitre 72] Keīchi continue de subir les harcèlements de Peorth : afin d'éviter une nouvelle catastrophe avec les pouvoirs de Belldandy (que sa jalousie latente peut déchaîner accidentellement), Urd le rappelle à ce que sa sœur peut ressentir et le pousse à agir pour que leur congénère retourne dans le Monde Céleste. |                                                               |                                  |                                          |                       |
| 2×11 | Ah! Saisis ton rêve avec cette main!                          | ああっその手で夢をつかまえてっ   | Aa! Sono te de yume o tsukamaete!        | 15 juin 2006          |
| [Hors manga + Chapitre 76] Chihiro Fujimi est mécanicienne chez un constructeur professionnel de vitesse moto : toutefois, la passion des débuts a disparu dans ce milieu devenu froid et plus soucieux de victoire et de rentabilité que de la vocation. Elle décide donc de retourner aux sources en rendant visite au club qu'elle avait jadis fondé : le club automobile de l'Institut de Technologie de Nekomi. Afin de se prouver quelque chose à elle-même et raviver cette passion, elle défie son cadet Keīchi Morisato à une course de moto miniature sur le campus.                                     |                                                               |                                  |                                          |                       |
| 2×12 | Ah! Les larmes d'une déesse et son rêve à lui!                | ああっ女神の涙と彼の夢っ         | Aa! Megami no namida to kare no yume!    | 22 juin 2006          |
| [Hors manga + Chapitre 55] Urd est nostalgique de son grand amour, parti loin d'elle il y a des années. Celui-ci, l'esprit d'un prunier et musicien lyrique bizarre du nom de Troubadour, refait son apparition après tout ce temps à ses côtés, mais se fait rembarrer par son ancienne compagne. Par un malentendu, il se persuade que Keīchi en est la cause et le décrète comme son rival mortel. |                                                               |                                  |                                          |                       |
| 2×13 | Ah! Réveille-toi! Ce sentiment!                               | ああっ目覚めてっ！その気持ちっ   | Aa! Mezamete?! Sono kimochi!             | 29 juin 2006          |
| [Hors manga + Chapitre 73] Skuld mine de rien, s'intéresse de près à la bicyclette de sa sœur : se faisant charrier par Urd parce qu'elle ne sait pas en faire, elles font finalement un pari, puis Belldandy entreprend avec Keīchi d'apprendre à sa cadette à faire du vélo. Toutefois Skuld, qui a l'habitude de trop compter sur les autres et fuir la difficulté, a autant de mal à se passer de sa sœur chérie qu'à dépasser sa peur de tomber. |                                                               |                                  |                                          |                       |
| 2×14 | Ah! Mon cher Cupidon!                                         | ああっ愛しき私のキューピットっ   | Aa! Itoshiki watashi no kyūpitto?        | 6 juillet 2006        |
| [Hors manga + Chapitre 74] Aidée de ses sœurs, Skuld met les bouchées doubles pour enfin développer ses pouvoirs et apprendre à s'en servir. Inconsciemment, son nouvel ami Sentarou va également y contribuer. |                                                               |                                  |                                          |                       |
| 2×15 | Ah! Moi : La déesse et le démon?                              | ああっ女神と悪魔の私っ？         | Aa! Megami to akuma no watashi?          | 13 juillet 2006       |
| [Hors manga + Chapitres 60 à 62] À leur grande surprise, Keīchi et les déesses gagnent un séjour dans un onsen : ils tombent sur Marller, qui profite elle aussi du séjour et se remémore avec Urd l'amitié ambivalente qu'elles partagent depuis leur enfance. Ils ne se doutent pas de ce qu'il en retourne réellement. |                                                               |                                  |                                          |                       |
| 2×16 | Ah! Ne craint pas les ténèbres, brille de mille feux!         | ああっ闇を恐れず輝いてっ         | Aa! Yami o osorezu kagayaite?            | 20 juillet 2006       |
| [Hors manga + Chapitres 62 à 64] Après avoir abusé de la naïveté de Keīchi pour l'embrasser sous les yeux de Belldandy, afin de la blesser et l'affaiblir, la Urd démonique profite de sa détresse durant laquelle elle s'isole pour tenter de la sceller. Cependant, Skuld arrive à temps avec la Urd divine et son robot pour l'en empêcher, puis révèle à sa sœur et Morisato la scission dont a été victime leur aînée. Mais même si sa supercherie est révélée, la Urd malveillante n'a pas dit son dernier mot.                                                                                              |                                                               |                                  |                                          |                       |
| 2×17 | Ah! L'arrivée du grand chef des démons!                       | ああっ大魔界長さまっ降臨っ       | Aa! Daimakaichō sama kōrin?              | 27 juillet 2006       |
| Dans le but avancé d'aider à régler les soucis de sa fille, la mère d'Urd apparaît et interfère : cette démone qui suscite la crainte, Hild, n'est ni plus ni moins que la dirigeante des Enfers, homologue de son ancien compagnon et père d'Urd, le Tout-Puissant. |                                                               |                                  |                                          |                       |
| 2×18 | Ah! Les démons ont-ils une dignité?                           | ああっ魔属の威信はありますかっ？ | Aa! Mashoku no ishin wa arimasu ka?      | 3 août 2006           |
| 2×19 | Ah! L'amour d'une déesse peut sauver les ninjas!              | ああっ女神の愛はシノビを救うっ   | Aa! Megami no ai wa shinobi o sukuu!     | 10 août 2006          |
| [Chapitres 52 et 53] Marller conçoit un nouveau plan pour nuire aux déesses : leur envoyer tour à tour en infiltration au temple, d'anciennes souris transformées par expérience en assassins de l'ombre miniatures, régis par le code et dévoués à suivre la voie du ninja. Son plan ne va cependant pas se dérouler comme elle le prévoyait. |                                                               |                                  |                                          |                       |
| 2×20 | Ah! Peu importe l'endroit, du moment qu'on est tous les deux! | ああっどんな場所でも二人ならっ   | Aa! Donna bashō de mo futari nara!       | 31 août 2006          |
| 2×21 | Ah! Est-ce un problème si je suis un démon?                   | ああっ私が魔属でもいいですかっ？ | Aa! Watashi ga ma shoku demo ii desu ka? | 7 septembre 2006      |
| La sororité divine et Keīchi sont physiquement renvoyés dans le passé de ce dernier, à Hokkaidou. Belldandy, qui a intégré son école avec Urd et Skuld pour agir en toute discrétion, est désespérée de voir qu'il ne la reconnaît pas (puisqu'ils ne se sont pas encore rencontrés à cette époque) et est en couple avec une Hild rajeunie. |                                                               |                                  |                                          |                       |
| 2×22 | Ah! La déclaration d'amour d'une déesse!                      | ああっ女神の告白っ               | Aa! Megami no kokuhaku?                  | 14 septembre 2006     |
| Hild a usée de ses pouvoirs pour remonter dans le temps et accapare Keīchi sous le nez des déesses, afin d'interférer dans son passé et empêcher sa rencontre future avec Belldandy (et donc, leur idylle ainsi que la venue des sœurs), et par conséquent « annuler » la présence de la sororité sur Terre dans son présent. Cependant Belldandy, avec l'aide d'Urd et Skuld, et malgré la puissance et la sournoiserie d'Hild qui sape leurs tentatives, va tout faire pour que, même rétroactivement, Keīchi et elle se retrouvent.                                                                             |                                                               |                                  |                                          |                       |
| 2×23 (spécial) | Ah! Le destin de chacun!                                      | ああっそれぞれの運命っ           | Aa! Sorezore no unmei                    | 23 février 2007       |
| [Chapitre 48] L'histoire se centre sur Chieko Honda et Keīchi. En excursion extrascolaire, le club automobile universitaire de Nekomi (accompagné de Belldandy, Urd et Megumi) se retire dans l'auberge Honda, un très ancien édifice appartenant à un ami du défunt grand-père de la fratrie Morisato et prétendument hanté. Les déesses à peine arrivées face au bâtiment, ressentent effectivement en ces lieux une étrange présence, qui est liée à une certaine promesse en rapport avec Keīchi. |                                                               |                                  |                                          |                       |
| 2×24 (spécial) | Ah! L'amour est une chanson qui fait palpiter le cœur!        | ああっ好きは心を揺さぶる歌っ     | Aa! Suki wa kokoro o yusaburu uta        | 23 février 2007       |
| Keīchi, dont les sentiments pour Belldandy sont plus forts que jamais, ne lui a cependant jamais explicitement déclaré sa flamme à cause de sa timidité sentimentale. Peorth, qui en tant que femme et amie le lui reproche et prend cela à cœur, va le pousser (jusqu'au harcèlement) à passer cette étape et lui dire textuellement « Je t'aime ». |                                                               |                                  |                                          |                       |

### Épisodes spéciaux(Ah! My Goddess Tatakau Tsubasa)
| No | Titre français                         | Titre japonais           | Titre japonais                    | Date de 1re diffusion |
| No | Titre français                         | Kanji                    | Rōmaji                            | Date de 1re diffusion |
| --- | -------------------------------------- | ------------------------ | --------------------------------- | --------------------- |
| 1 | Ah! La descente de l'ange à une aile ! | ああっ片翼の天使降臨っ   | Aa! Katayoku no tenshi kōrin!     | 8 décembre 2007       |
| L'histoire se centre sur la Valkyrie Lind. Après avoir essuyées une effraction et une attaque avec deux collègues dans le Monde Céleste, Lind descend sur Terre auprès de ses congénères (les sœurs ainsi que Peorth) et Keīchi Morisato, afin de capturer une dangereuse créature libérée à la suite de l'effraction : le « Dévoreur d'anges ». |                                        |                          |                                   |                       |
| 2 | Ah! Partage la joie en deux !          | ああっ悦びを二人で共にっ | Aa! Yorokobi wo futari de tomoni! | 8 décembre 2007       |
| L'histoire se centre sur la Valkyrie Lind. Hild et le Dévoreur d'anges font des dégâts parmi le groupe des déesses : les seuls opposants qui restent finalement pour les arrêter sont Lind, Skuld et l'Humain Keīchi Morisato. |                                        |                          |                                   |                       |

### OAD(Ah! My Goddess! Itsumo Futari de)
| No | Titre français                         | Titre japonais                         | Titre japonais                                                              | Date de 1re diffusion |
| No | Titre français                         | Kanji                                  | Rōmaji                                                                      | Date de 1re diffusion |
| --- | -------------------------------------- | -------------------------------------- | --------------------------------------------------------------------------- | --------------------- |
| 1 | Ah! My Goddess! Toujours à deux        | ああっ女神さまっ いつも二人で          | Aa! Megami-sama! Itsumo futari de                                           | 23 février 2011       |
| Le parc d'attractions où Keīchi et Belldandy s'étaient un jour rendus est sur le point de fermer : ils décident de commémorer en s'y rendant à nouveau le jour de la fermeture, à l'occasion d'une sortie à deux attendue depuis bien longtemps. |                                        |                                        |                                                                             |                       |
| 2 | Ah! My Goddess! Chasseurs et chasseurs | ああっ女神さまっ ハンターズ&ハンターズ | Aa! Megami-sama! Hantāzu ando hantāzu (Hunters & Hunters)                   | 22 septembre 2011     |
| Deux nouvelles stagiaires arrivistes et arrogantes du Bureau d'Assistance Divine, les jumelles Eir et Saga, s'introduisent sans prévenir dans la vie de Belldandy et lui lancent un défi en tant que tenante du titre d'une compétition inter-déesses ponctuelle et reconnue de « chasse aux coquillages ». Keīchi, qui s'estime lui-même doué en la matière, se joint avec enthousiasme à elles sans savoir ce qu'il en retourne vraiment. |                                        |                                        |                                                                             |                       |
| 3 | Ah! My Goddess! Plonge ! Vis ! Aime !  | ああっ女神さまっ DIVE! LIVE! LOVE!     | Aa! Megami-sama! DAIBU! RAIBU! RABU! / Aa! Megami-sama! DAIVU! RAIVU! RAVU! | 23 août 2013          |
| L'histoire se centre sur l'Humain principal de l'intrigue et Belldandy. À la demande des jumelles qui rencontrent des difficultés à leur première mission, Bellandy accepte d'enquêter sur le cas d'un jeune lycéen, apprenti guitariste adepte de musique metal, dont le vœu est particulier. |                                        |                                        |                                                                             |                       |